# Ahad Israfil
Ahad Israfil (Dayton, 23 de agosto de 1972-18 de octubre de 2019) fue un hombre estadounidense víctima de un accidente por arma de fuego. Notable por recuperarse de la pérdida casi total de la mitad del cerebro (un hemisferio cerebral).

## El accidente
En 1987, a la edad de catorce años, Ahad fue herido por un disparo de bala en la cabeza cuando su patrón accidentalmente lo confundió con un ladrón. A pesar de la severidad de sus heridas, sobrevivió durante el trayecto al hospital y superó una extensa cirugía que duró aproximadamente cinco horas. Al recuperar conciencia, los médicos se sorprendieron cuando Ahad intentó articular palabras en un esfuerzo por hablar.

## Recuperación
El accidente destruyó tejido cerebral y la mitad del cráneo, pero la piel de su cabeza sobrevivió y colapsó hacia adentro cuando el tejido debajo fue removido. Tiempo después el hueco que la herida dejó tras de si, fue rellenado con un bloque de silicona, la piel del cuero cabelludo fue estirada nuevamente dándole un mejor aspecto a su cabeza, además de que le creció el cabello.
Aunque usaba silla de ruedas, recuperó buena parte de sus facultades y logró concluir una carrera.
Siguiendo su recuperación Ahad apareció en muchos programas de televisión, como: World of Pain (Mundo de dolor) (Reino Unido) y en Ripley's Believe it or Not (Aunque usted no lo crea, de Ripley) (Estados Unidos).